# Epiblema absconditana
Epiblema absconditana is een vlinder uit de familie bladrollers (Tortricidae). De wetenschappelijke naam is voor het eerst geldig gepubliceerd in 1860 door La Harpe.
De soort komt voor in Europa.